# Голизаде, Асгар
Асгар Голизаде (род. 29 июля 1991, Тебриз) — иранский шахматист, гроссмейстер (2011).
Победитель чемпионатов Ирана 2011 / 2012 (совместно с Э. Гаем Магани) и 2012 / 2013.
В составе национальной сборной участник следующих соревнований:
- 5-я Всемирная юношеская олимпиада (2006);
- 3 олимпиады (2010—2014);
- 2 командных чемпионата Азии (2012—2014);
- 16-е Азиатские игры (2010) в г. Гуанчжоу[2].

Участник 8-го личного чемпионата Азии, 2010 (+3 −1 =5).
В составе команды Тегерана участник 1-го чемпионата мира по шахматам среди городов (2012) в Эль-Айне.
Участник 2-х чемпионатов по шахматам среди городов Азии:
- 2007 — в составе команды «Рах Ахан» (г. Тегеран).
- 2011 — в составе команды города Тегерана. А. Голизаде выступал на запасной доске и завоевал 2 медали — бронзовую в команде и серебряную в индивидуальном зачёте.

По состоянию на ноябрь 2022 года не входил в число активных иранских шахматистов и занимал 17-ю позицию в национальном рейтинг-листе.

## Изменения рейтинга
| Графики недоступны из-за технических проблем. См. информацию на Фабрикаторе и на mediawiki.org. |